# Sparneck
Sparneck è un comune tedesco di 1 749 abitanti, situato nel land della Baviera.